# 20517 Judycrystal
20517 Judycrystal este un asteroid din centura principală de asteroizi.

## Descriere
20517 Judycrystal este un asteroid din centura principală de asteroizi. A fost descoperit pe 11 septembrie 1999 la Olathe (Kansas) de Larry Robinson (astronom). Asteroidul prezintă o orbită caracterizată de o semiaxă mare de 2,65 ua, o excentricitate de 0,04 și o înclinație de 21,3° în raport cu ecliptica.